# Roklum
Roklum es un pueblo ubicado en el distrito de Wolfenbüttel, en el Bundesland alemán de Baja Sajonia.